# Reciprocitetsfaktor

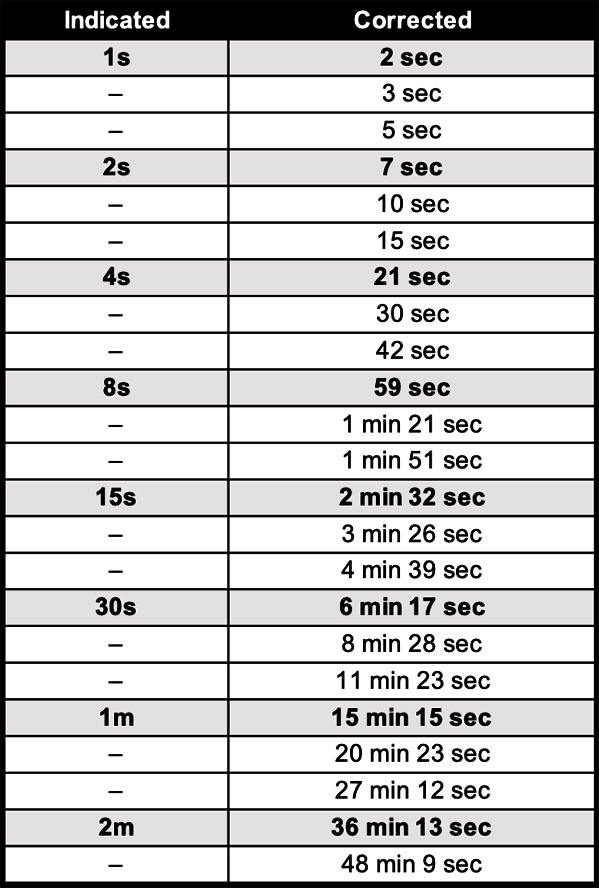
De angivna tiderna gäller för svart/vit film.
Observera att tiderna är ungefärliga, och varierar mellan olika filmer och ASA-tal, men tabellen visar generellt hur exponeringstiden justeras.

Inom fotografi och holografi avses med reciprocitet det omvända förhållandet mellan ljusets intensitet och exponeringstiden vilket bestämmer exponeringen av det ljuskänsliga materialet.
Inom det normala området för exponering av film säger reciprocitetslagen att exponering = ljusintensitet × tid.
Lagen formulerades första gången av Bunsen och Roscoe i mitten av 1800-talet. 
Reciprocitsförhållandet mellan kamerans bländarvärden och slutartider gör att man under normala förhållanden lätt kan ändra i förhållandet mellan bländare och exponeringstid och ändå få korrekt exponering. 
Reciprocitetslagen gäller exakt för många fotokemiska system. För de fotografiska processerna är dock lagen en approximation.  Utanför det normala exponeringsområdet beskriver inte reciprocitetslagen det verkliga förhållandet när det gäller exponering av ljuskänsligt material. Detta är känt som reciprocitetsfaktor (reciprocitetsfel). Vid mycket låga ljusvärden kan för att ge rätt exponering krävas längre exponeringstid än vad formeln säger. Det vill säga, om ljuset för en normal exponering minskas till hälften måste exponeringstiden mer än dubblas för att ge en riktig exponering.
Reciprocitetsavvikelserna är speciellt framträdande i fallet fotografiskt papper.
Reciprocitetsavvikelser kunde konstateras och undersöktes grundligt av den tyske astronomen Karl Schwarzschild omkring 1900. Vid låga ljusintensiteter erfordras längre exponeringstider än vad lagen säger (det så kallade lågintensitetsområdet). Senare har motsvarande effekter kunnat konstateras även vid höga ljusintensiteter, då det fordras högre ljusexponering för att nå samma svärta (det så kallade högintensitetsområdet).